# Murder, She Wrote
Murder, She Wrote (Crime, Disse Ela em Portugal, Assassinato por Escrito no Brasil) é uma premiada série de televisão americana.
Passada na cidade fictícia de Cabot Cove, no Maine nos Estados-Unidos, fala-nos de uma britânica escritora e antiga professora de inglês, "Jessica Fletcher", que está a escrever o seu último livro, Crime, Disse Ela.
No entanto, ela mete-se em investigações com a polícia, servindo de colaboradora, e chega mesmo a ser considerada suspeita pela polícia quando está fora a ser acusada dos crimes que está a investigar. Investiga de tudo, desde roubos a fraudes e mesmo assassinatos. Tudo isto com grande intuição e inteligência, e sem nunca perder a compostura, polidez e boa-educação.

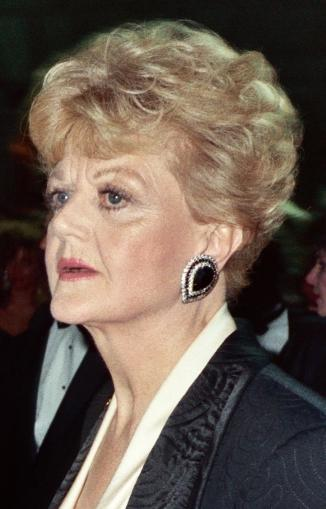
Angela Lansbury em 1989

Produzida pela CBS, em conjunto com a Universal TV e, mais tarde, com a Corymare Productions, Crime, Disse Ela tornou-se a série de ficção policial mais longa de sempre, sendo Angela Lansbury, na altura, a mais bem paga atriz a nível mundial. Angela Lansbury voltaria a contracenar 40 anos depois com Hurd Hatfield com o qual contracenou em The Picture of Dorian Gray (1945).

## Transmissão em Portugal
A série foi transmitida com legendas em português e estreou na RTP1 no dia 20 de Setembro de 1985 às 23h25.
- Sextas-feiras, 23h00, de 20/09/1985[1] até 01/11/1985[1];
- Quintas-feiras, 21h30, de 07/11/1985[1] até 02/02/1986[1];
- Sábados, 16h35, a partir de 07/01/1989[1]